# La Serpent

La Serpent este o comună în departamentul Aude din sudul Franței. În 1 ianuarie 2022 avea o populație de 95 de locuitori.